# ドレナージ
ドレナージ（排液、英: drainage）とは、血液・膿・滲出液・消化液などを感染原因の除去や減圧目的で患者の体外に誘導、排泄すること。
ドレナージのために挿入する管をドレーンチューブ（ドレーン）あるいはカテーテルという。

## ドレナージの分類
- 治療的ドレナージ

体内に貯留した血液・滲出液は、感染の原因となる。膿は、発熱の原因になり頭内の血腫は頭蓋内圧亢進の原因となる為除去しなければならない。このように治療目的でドレーンを挿入することを治療的ドレナージという。
- 予防的ドレナージ

手術後に出血・滲出液・消化液などの貯留が予想され、感染や縫合不全等の危険がある場合、あらかじめ腹腔内や胸腔内などの最も有効と思われる位置にドレーンを留置し、感染を防止するためのドレナージ。
- 情報（インフォメーション）ドレナージ

術後の出血、滲出液の貯留、縫合不全などの手術施行に伴って引き起こされた異常状態を、すみやかに知るためのドレナージ 例えば消化管手術の吻合部ドレーン。

## 排液方法による分類
- 閉鎖式ドレナージ
- 開放式ドレナージ
- 半閉鎖式ドレナージ

## ドレーンの形状別分類
|                              | 名前               |
| ---------------------------- | ------------------ |
| フィルム型ドレーン           | ペンローズ型       |
| フィルム型ドレーン           | 板型（フィルム型） |
| フィルム型ドレーン           | ストロー型         |
| チューブ型ドレーン           | 丸型               |
| チューブ型ドレーン           | プリーツ型         |
| チューブ型ドレーン           | デューブル型       |
| サンプ型                     | ダブルルーメン     |
| サンプ型                     | トリプルルーメン   |
| ブレイク（マルチスリット）型 | ラウンド型         |
| ブレイク（マルチスリット）型 | フラット型         |

（OPENURSING 2015年 春期増刊 p66 ‐ 68）

## ドレナージ 吸引装置
- SBバック

術後の排液管理に使用される。人工関節置換術、耳下腺腫瘍摘出術、子宮広範摘出術、開頭術後の皮下ドレナージなど
- J-VACサクションリザーバー
- バルブ型リザーバー

術後の排液管理に使用される。乳房切断術、甲状腺摘出術、全股関節形成術、全膝関節形成術、直腸切断術など
- エバキュエース

気胸、がん性胸膜炎、開胸手術後などに使用
- センチネルシールTMコンパクト C.D.U.

胸部手術に使用
- ソラシックエッグ

自然気胸に使用
- チェスト・ドレーン・バック

胸腔内ドレナージ、開心術に使用
- 気胸セット

滲出液の少ないがん性胸膜炎、膿胸、自然気胸、血気胸などに使用
出典：

## 観察
- 排液の性状、量、色、臭気、血の塊（コアグラ）の有無
- チューブの屈曲、捻転、圧迫、閉塞の有無、廃液ボトルの位置
- 接続部のゆるみによるエアー混入の有無 ドレーン圧管理
- 挿入部の状態（発赤、腫脹、抜けていないか等）
- テープ固定部の皮膚状態